# Radar météorologique du mont Fuji
Le radar météorologique du mont Fuji est un radar qui était situé au sommet du mont Fuji, au Japon. Il a été achevé le 15 août 1964 et a opéré jusqu'en 1999. Il est maintenant inscrit sur la liste des jalons de l'Institute of Electrical and Electronics Engineers (IEEE) en génie électrique. Ce radar était le plus élevé au monde (3 776 mètres d'altitude) au moment de sa construction. Il permettait observer l'approche des précipitations liés à des phénomènes tels que les typhons à plus de 800 kilomètres de distance. Il a été conçu par l'Agence météorologique du Japon (JMA) et construit par Mitsubishi Electric Corporation.

## Description
Le système est remarquable pour ses progrès dans la technologie des radars météorologiques, la télécommande et la difficulté de construction. Il fonctionnait à une fréquence de 2,880 GHz, avec une puissance de sortie de 1 500 KW et une largeur d'impulsion de 3,5 microsecondes. Son antenne était une parabole circulaire de 5 mètres de diamètre, tournant de 3 à 5 tours par minute et logée dans un radôme de 9 mètres de diamètre.

## Histoire

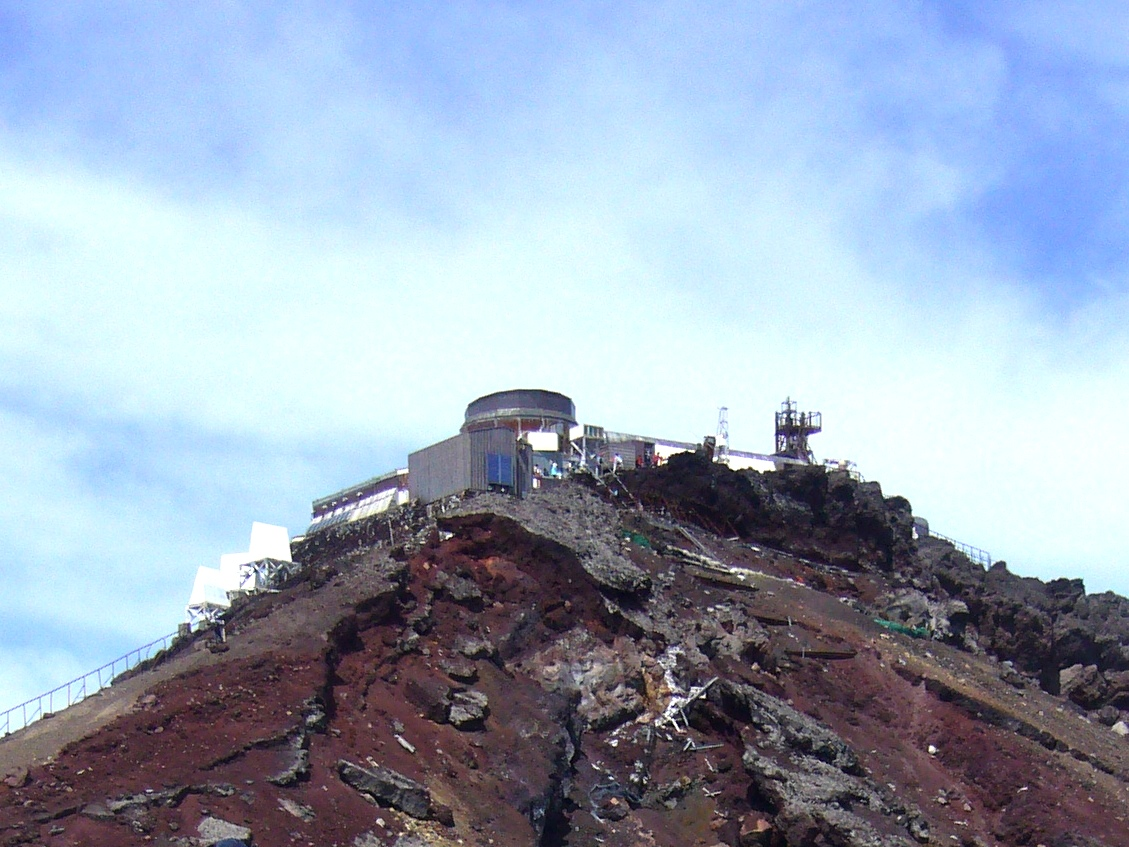
Station météo du Mont Fuji en 2007, sans le radar. On peut encore voir la base ronde au centre.

En raison de sa situation géographique, le Japon a quatre saisons distinctes et bénéficie d'une variété de conditions météorologiques dont certaines ont des répercussions importantes tels que la neige abondante, la pluie et les typhons. Il est donc extrêmement important d'avertir de ces conditions météorologiques défavorables et le Japon a déployé des efforts considérables pour mettre en place un système de prévision et d'alerte adéquat et précis.
Le radar du mont Fuji faisait partie de ce système et sa construction fut particulièrement accélérée à la suite du passage désastreux du typhon Isewan/Vera en 1959. Il fut achevé en 1964, le radar a presque immédiatement averti d'une tempête majeure à plus de 800 km à cause de sa position élevée avec vue sur l'océan.
Les attentes de l'Agence météorologique pour le radar du mont Fuji étaient extrêmement élevées. Au lieu d'un radar de longueur d'onde de 5,7 cm (Bande C) déjà utilisé dans les radars de montagne du mont Yahiko (préfecture de Niigata) et du mont Misaka (préfecture de Shimane), il fut décidé d'utiliser une longueur d'onde de 10 cm (Bande S) peu atténuée par les précipitations. D'autre part, afin d'éviter de maintenir la résolution des données radar à cette longueur d'onde plus longues, la taille de l'antenne utilisée sera augmentée de 3 m, la norme à l'époque, à 5 m.
Dix ans ont été consacrés à son développement et aux travaux sur le réseau météorologique associé. En plus de faire progresser la technologie du radar météorologique, il a été le pionnier des aspects de la télécommande et de la faible maintenance des systèmes électroniques complexes. Même compte tenu des nombreuses difficultés anticipées, la valeur de ce projet d'installation d'un système radar de haute puissance au sommet du mont Fuji (altitude 3 776 mètres) était incontestable. Mitsuboshi Electric fut choisi pour la construction de la station radar et de son équipement.
Les conditions climatiques sévères ont également présenté de nombreux obstacles à la réalisation de ce projet, car son succès dépendait du transport d'environ 500 tonnes de matériel vers le sommet de la montagne pendant les trois mois d'été. Dès le début des travaux d'installation, de nombreuses difficultés ont été surmontées grâce aux efforts de toutes les personnes concernées et à l'utilisation de méthodes nouvellement développées. Le projet a été achevé le 15 août 1964 et mis officiellement en service le 1er octobre. Un timbre commémoratif lui fut consacré le 10 mars 1965 pour commémorer l'achèvement de la station et son importance dans le monde de l'ingénierie.
Le radar fut inscrit sur la liste des jalons de l'Institute of Electrical and Electronics Engineers (IEEE) en génie électrique le 1er mars 2000.
Le système a été mis hors service en 1999, car son rôle d'alerte précoce des typhons a été supplanté par les satellites météorologiques. Le dôme, l'antenne radar et l'équipement de soutien ont été déplacés dans un musée spécialement construit à Fujiyoshida, Yamanashi en 2001. Le site est maintenant une station météorologique automatique depuis 2004.